# Fähre Pritzerbe
Die Fähre Pritzerbe ist eine Fährverbindung in der Stadt Havelsee und der Name des Fährschiffs. Sie verbindet den Ortsteil Pritzerbe und den zu ihm gehörenden Gemeindeteil Kützkow über die Havel. Es handelt sich bei der Fähre um eine nicht frei fahrende Autofähre, die an einer Kette geführt ist. Das Fährschiff trägt ebenfalls den Namen Pritzerbe.

## Geschichte
Eine Fährverbindung zwischen der damaligen Stadt Pritzerbe auf der Ostseite der Havel und dem 1368 erstmals erwähnt Kützkow am Westufer bestand spätestens seit dem Jahr 1385. In diesem Jahr wurde sie erstmals urkundlich erwähnt. In den frühen Jahrhunderten wurden die Fährkähne zunächst über die Havel gestakt. 
Seit dem späten 18. Jahrhundert wurden Besitzerwechsel der Fähre in den Grundbüchern der Stadt Pritzerbe vermerkt. So erwarb 1788 der Fährmann Johann Friedrich Hartwig die Rechte an der Fährverbindung von der Königlichen Kriegs- und Domänenkammer zu Magdeburg. Durch Erbschaften kamen diese Rechte 1818 an den Kaufmann August Wilhelm Friedrich Hartwig und 1834 an dessen Witwe Caroline Friederike, geborene Hintze. Sie verkaufte ihre Rechte 1855 an den Kaufmann Wilhelm Gottlieb Robert Hartwig. 1883 genehmigte der Regierungspräsident von Diesberg erstmals eine Ketten- beziehungsweise Seilfähre. Für den Betrieb der Fähre an einem Fährseil wurde damals eine jährliche Anerkennungsgebühr von fünf Reichsmark erhoben. Am 27. Dezember 1922 wurde die Fähre an die Rittergutsbesitzer Gustav von Schnehen aus Kützkow und Botho von Knoblauch aus Buschow und an den Kaufmann Friedrich Stimming aus Pritzerbe jeweils zu gleichen Anteilen verkauft. Am 3. Juli 1925 übernahm der Verkehrsverein Pritzerbe-Kützkow e.V. Pritzerbe die Fähre und am 7. September 1932 wurde die Stadt Pritzerbe Eigentümer.
Zum Ende des Zweiten Weltkriegs wurde die bestehende Fähre von deutschen Truppen gesprengt, sodass nach dem Krieg ein neues Fährschiff beschafft werden musste. Pächter waren Wilhelm Schwarz, Fritz Dammasch und Walter Wernsdorf, die im Dreischichtbetrieb arbeiteten. Die neue Fähre wurde an zwei Seilen geführt und mit sogenannten Holzklemmen gezogen. Gegen Ende der 1950er Jahre wurde erstmals eine motorisierte Fähre eingesetzt, die bis 1990 mit einem Einzylinder-Dieselmotor angetrieben wurde. Im Zusammenhang mit einer Erhöhung des Pachtzinses nach der Motorisierung der Fähre wurden die Pachtverhältnisse aufgegeben. Betreiber war daraufhin zunächst die Stadt Pritzerbe und ist jetzt die Stadt Havelsee. Schwarz und Dammasch gaben den Fährdienst später auf, Walter Wernsdorf arbeitete weiter als Fährmann im Dienste der Stadt Pritzerbe. 1991 wurde die Fähre wieder durch einen Neubau der Werft Genthin ersetzt, der von einem Zweizylinder-Dieselmotor mit einer Leistung von 30 PS angetrieben wird. Dieser Motor wirkt über eine Kupplung auf Kettenräder auf eine lange, quer im Fluss verlegte Kette. Das Fährfahrzeug zieht sich an dieser Kette über die Havel. Ein Drahtseil dient als Führung und Sicherung. 2014 sind vier Fährleute bei der Kommune angestellt. In den Sommermonaten mit dem größten Fahrgastaufkommen werden täglich bis zu 500 Personen und 100 Fahrzeuge übergesetzt. Die Abmessungen der Fähre sind eine Länge von 28 Meter, eine Breite von 7,5 Meter und ein Tiefgang von 0,5 Meter.

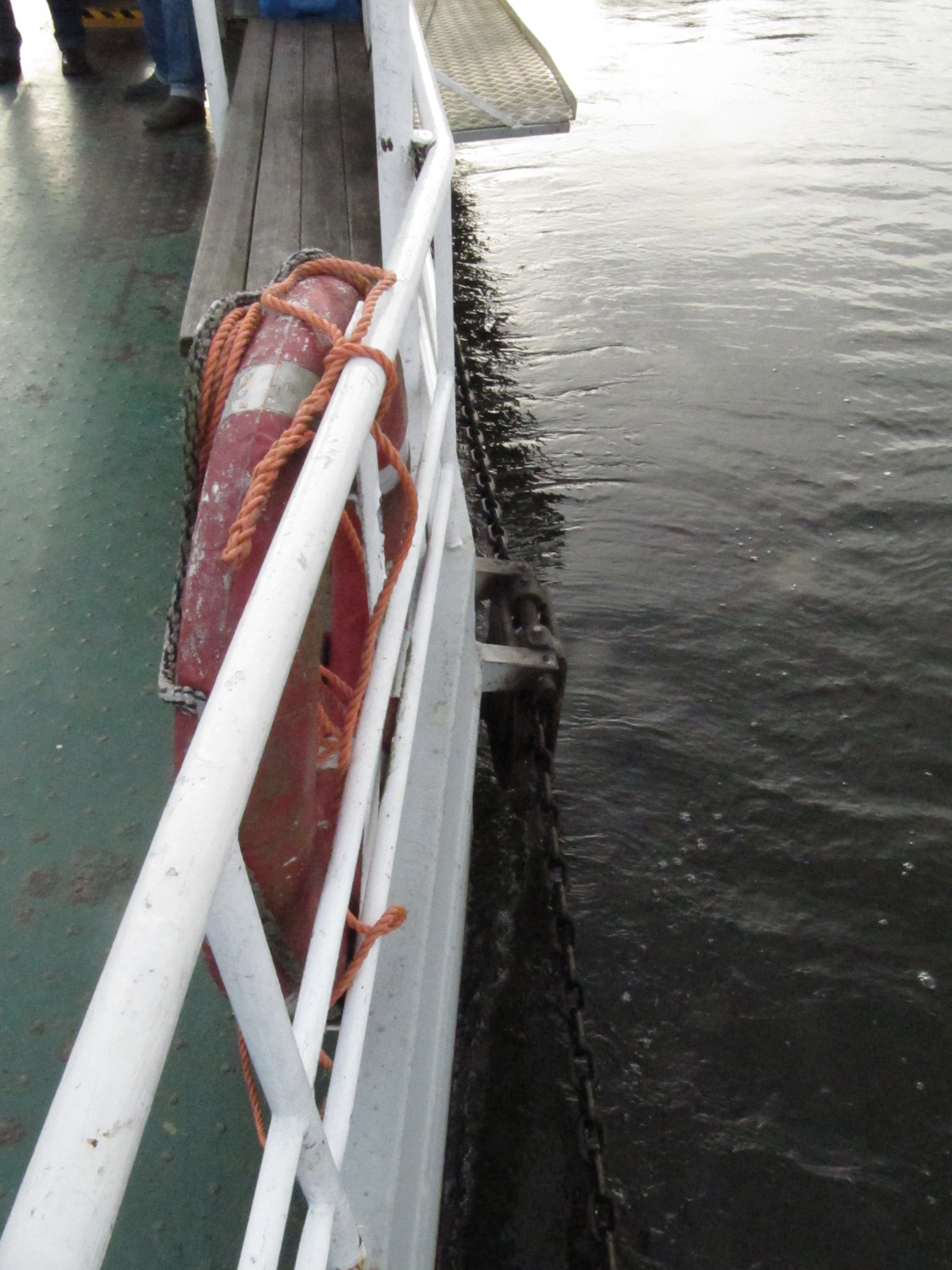
Die Fahrkette
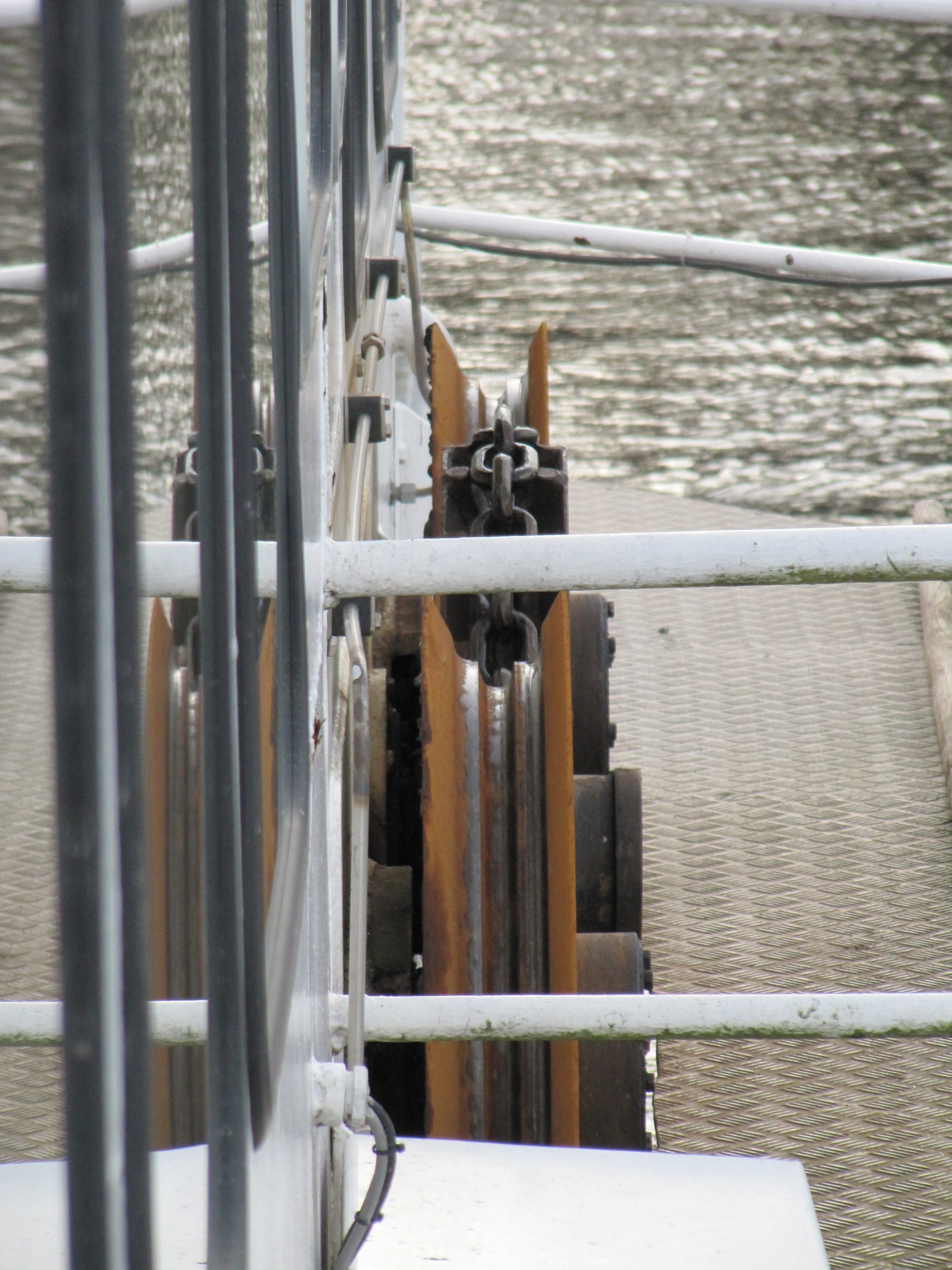
Der Antrieb